# Sons of Apollo
Sons of Apollo war eine fünfköpfige US-amerikanische Progressive-Metal-Supergroup, die von zwei ehemaligen Mitgliedern von Dream Theater gegründet wurde. Ihren ersten Erfolg hatte sie 2017 mit dem Album Psychotic Symphony.

## Bandgeschichte
Schlagzeuger Mike Portnoy verließ 2010 Dream Theater und schloss sich kurz darauf mit Keyboarder Derek Sherinian zusammen, der in den 1990er Jahren dort ebenfalls einige Jahre Mitglied gewesen war. Sherinian hatte seitdem unter anderem mit Platypus und der Black Country Communion gespielt. Mit dem Bassisten Billy Sheehan von Mr. Big und dem Gitarristen Tony MacAlpine (u. a. Planet X) gründeten sie die Instrumentalband PSMS und gingen 2012 und 2013 auf Tour, bevor sie sich wieder auflösten. Portnoy, Sherinian und Sheehan blieben aber in Verbindung und verfolgten die Idee einer festen Band weiter. 2016 holten sie schließlich Ron „Bumblefoot“ Thal, langjähriges Mitglied von Guns n’ Roses, als neuen Gitarristen dazu. Als Sänger kam Jeff Scott Soto, der zuvor bei Talisman und kurze Zeit bei Journey gewesen war.
Sie gaben sich den Namen Sons of Apollo und veröffentlichten 2017 beim deutschen Progressive-Metal-Label InsideOut Music ihr Debütalbum Psychotic Symphony. Es kam international in die Charts. 2019 folgte eine Liveaufnahme eines Konzertes im bulgarischen Plovdiv aus dem September des Vorjahres, bei dem auch Mitglieder des lokalen Symphonieorchesters mitwirkten. Live with the Plovdiv Psychotic Symphony erschien als Album und Video und war vor allem in Europa erfolgreich. Wenige Monate später veröffentlichten sie Anfang 2020 ihr zweites Studioalbum MMXX. In Deutschland und der Schweiz kamen sie damit sogar in den Bereich der Top 10.

## Diskografie

### Alben
| Jahr | Titel                                    | Höchstplatzierung, Gesamtwochen, AuszeichnungChartplatzierungen (Jahr, Titel, Platzierungen, Wochen, Auszeichnungen, Anmerkungen) | Höchstplatzierung, Gesamtwochen, AuszeichnungChartplatzierungen (Jahr, Titel, Platzierungen, Wochen, Auszeichnungen, Anmerkungen) | Höchstplatzierung, Gesamtwochen, AuszeichnungChartplatzierungen (Jahr, Titel, Platzierungen, Wochen, Auszeichnungen, Anmerkungen) | Höchstplatzierung, Gesamtwochen, AuszeichnungChartplatzierungen (Jahr, Titel, Platzierungen, Wochen, Auszeichnungen, Anmerkungen) | Höchstplatzierung, Gesamtwochen, AuszeichnungChartplatzierungen (Jahr, Titel, Platzierungen, Wochen, Auszeichnungen, Anmerkungen) | Anmerkungen                                                            |
| Jahr | Titel                                    | DE | AT | CH | UK | US | Anmerkungen                                                            |
| ---- | ---------------------------------------- | --- | --- | --- | --- | --- | ---------------------------------------------------------------------- |
| 2017 | Psychotic Symphony                       | DE31 (1 Wo.)DE | AT42 (1 Wo.)AT | CH24 (1 Wo.)CH | UK74 (1 Wo.)UK | US147 (1 Wo.)US |                                                                        |
| 2019 | Live with the Plovdiv Psychotic Symphony | DE44 (1 Wo.)DE | — | CH33 (1 Wo.)CH | — | — | CD/DVD; live aufgenommen am 22. September 2018 im Amphitheater Plovdiv |
| 2020 | MMXX                                     | DE11 (2 Wo.)DE | AT30 (1 Wo.)AT | CH8 (3 Wo.)CH | UK90 (1 Wo.)UK | — |                                                                        |

### Lieder
- Signs of the Time (2017)
- Coming Home (2017)
- Alive / Tengo vida (2018)
- Just Let Me Breathe (2019)
- Labyrinth (2019)
- Fall to Ascend (2019)
- Goodbye Divinity (2019)
- Desolate July (2020)